# Мужская сборная Венгрии по баскетболу 3×3
Мужская сборная Венгрии по баскетболу 3×3 представляет Венгрию на международных соревнованиях по баскетболу 3×3. Управляющим органом является Венгерская федерация баскетбола.
По состоянию на 4 сентября 2024, мужская сборная Венгрии по баскетболу 3×3 занимает 28-е место в мировом рейтинге ФИБА мужских сборных по баскетболу 3×3.

## Результаты выступлений
| Турнир                             | Золото | Серебро | Бронза | Всего |
| ---------------------------------- | ------ | ------- | ------ | ----- |
| Чемпионат мира по баскетболу 3×3   | —      | —       | —      | —     |
| Чемпионат Европы по баскетболу 3×3 | —      | —       | —      | —     |
| Итого                              | —      | —       | —      | —     |

### Чемпионат мира по баскетболу 3×3
| Год           | Место          | Игры           | Победы         | Поражения      | Состав команды                                                 |
| ------------- | -------------- | -------------- | -------------- | -------------- | -------------------------------------------------------------- |
| 2012—2014     | не участвовали | не участвовали | не участвовали | не участвовали | не участвовали                                                 |
| Гуанчжоу 2016 | 7              | 5              | 3              | 2              | Olivér Bíró, Tamás Ivosev, Balázs Kerpel-Fronius, Máté Mohácsi |
| 2017—2022     | не участвовали | не участвовали | не участвовали | не участвовали | не участвовали                                                 |
| Вена 2023     | 19             | 4              | 0              | 4              | Kelemen Balazs, Attila Demeter, Tamás Ivosev, Uros Rosic       |

### Чемпионат Европы по баскетболу 3×3
| Год            | Место          | Игры           | Победы         | Поражения      | Состав команды                                            |
| -------------- | -------------- | -------------- | -------------- | -------------- | --------------------------------------------------------- |
| 2014—2016      | не участвовали | не участвовали | не участвовали | не участвовали | не участвовали                                            |
| Амстердам 2017 | 11             | 2              | 0              | 2              | Gábor Beák, Nebojsa Dukic, Àkos Horvàth, Tamás Ivosev     |
| Бухарест 2018  | 8              | 3              | 1              | 2              | Attila Demeter, Àkos Horvàth, Tamás Ivosev, Máté Mohácsi  |
| Дебрецен 2019  | 7              | 3              | 1              | 2              | Attila Demeter, Ákos Halász, Tamás Ivosev, Máté Mohácsi   |
| 2021           | не участвовали | не участвовали | не участвовали | не участвовали | не участвовали                                            |
| Грац 2022      | 9              | 2              | 0              | 2              | Kelemen Balazs, Attila Demeter, Tamás Ivosev, Iván Keller |
| 2023—н. в.     | не участвовали | не участвовали | не участвовали | не участвовали | не участвовали                                            |